# Instant Star: Greatest Hits
Instant Star: Greatest Hits es la compilación de grandes éxitos de la serie de televisión Instant Star protagonizada por Alexz Johnson.
Incluye "I Will Be Your Flame", un dueto con Alexz Johnson y Cory Lee de la tercera temporada, 2 canciones de la cuarta temporada "Perfect" y "I Just Wanted Your Love" interpretadas por Alexz así como 2 remezclas.

## Lista de canciones
1. "Temporary Insanity (Remix)" — Alexz Johnson
2. "Liar Liar (Remix)" — Alexz Johnson
3. "24 Hours" — Alexz Johnson
4. "Let Me Fall" — Alexz Johnson
5. "Skin" — Alexz Johnson
6. "How Strong Do You Think I Am" — Alexz Johnson
7. "There's Us" — Alexz Johnson
8. "Anyone But You" —Alexz Johnson
9. "White Lines" — Alexz Johnson
10. "I Will Be The Flame" — Alexz Johnson & Cory Lee
11. "I Don't Know If I Should Stay" - Alexz Johnson
12. "Unraveling" — Tyler Kyte
13. "Perfect" — Alexz Johnson
14. "I Just Wanted Your Love" — Alexz Johnson